# Arco (matemática)

Arco de circunferência.

Em matemática, arco é a porção compreendida entre dois pontos (os extremos) de uma curva. Existem, por exemplo, o arco de circunferência (também chamado de arco de círculo), o arco de elipse, etc. O arco que corresponde à metade de uma circunferência é uma semicircunferência; a quarta parte é um quadrante.
Designa-se como amplitude de um arco (de circunferência) a medida do ângulo com vértice no centro da circunferência correspondente e definido pelos extremos do arco.
Designa-se como corda o segmento de recta que une os extremos de um arco de circunferência. Quando dois arcos de circunferência compartilham a mesma corda (têm os mesmos extremos), diz-se que são arcos suplementares.
Designa-se como flecha o segmento de recta perpendicular a uma corda cujas extremidades são o ponto médio da corda e o ponto correspondente no arco.

## Unidades de medida de arcos
A unidade de medida de arco do Sistema Internacional de Unidades (SI) é o radiano, mas existem outras medidas utilizadas pelos técnicos que são o grau e o grado. Este último não é muito usado.
Radiano: Medida de um arco que tem o mesmo comprimento que o raio da circunferência na qual estamos medindo o arco. Assim o arco tomado como unidade tem comprimento igual ao comprimento do raio ou um radiano, que denotaremos por "1 rad".
Grau: Medida de um arco que corresponde a 1/360 do arco completo da circunferência na qual estamos medindo o arco.
Grado: É a medida de um arco igual a 1/400 do arco completo da circunferência na qual estamos medindo o arco.
Exemplo: Para determinar a medida em radianos de um arco de comprimento igual a 12 cm, em uma circunferência de raio medindo 8 cm, fazemos,
m(AB)= comprimento do arco(AB)
Comprimento do arco = 12
Raio = 8 
8 - 1 rad
12 - x rad
x = 12/8 = 3/2 = 1,5
Portanto =1,5 radianos